# Crescentino
Crescentino és un comune (municipi) de la província de Vercelli, a la regió italiana del Piemont, situat a uns 35 quilòmetres al nord-est de Torí. A 1 de gener de 2019 la seva població era de 7.786 habitants.
Crescentino limita amb els següents municipis: Brusasco, Fontanetto Po, Lamporo, Livorno Ferraris, Moncestino, Saluggia, Verolengo i Verrua Savoia.